# ブルブル
ブルブルとは、福島県福島市名物の豚肉料理である。

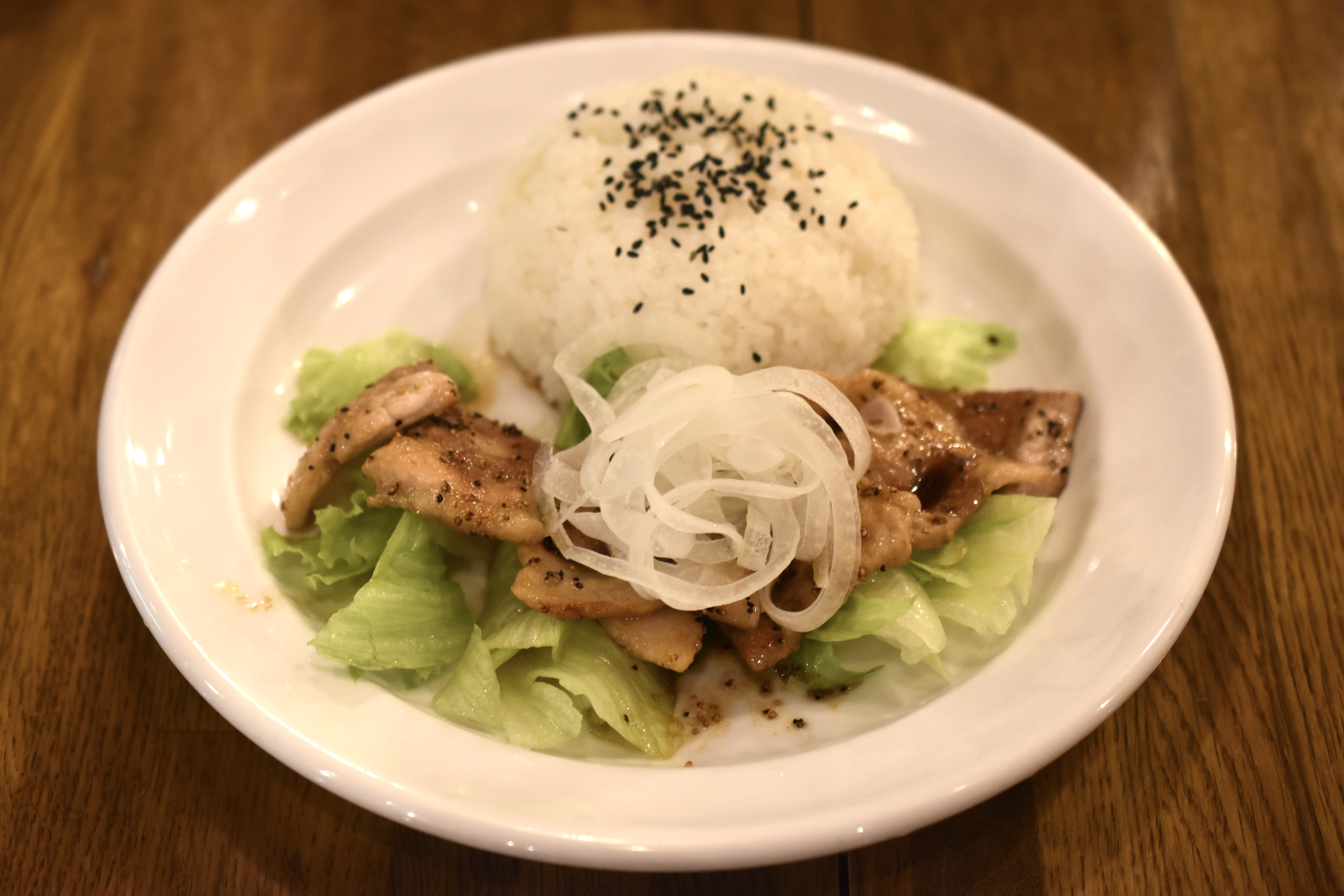
1979年創業の喫茶店・珈琲グルメで提供されたふくしまブルブル（2024年9月撮影）

コショウ、醤油などで味付けして焼いた豚肉をレタスにのせ、輪切りにスライスしたタマネギをトッピングした料理で、1960年代より市内の洋食店で看板メニューとして食されていた。閉店によってその味は一時途絶えたが、2015年（平成27年）に福島駅前通り商店街振興組合の有志が復活させ、JR福島駅東口の10店舗の飲食店が再現・アレンジして提供している。

## 概要
「ブルブル」は、1962年（昭和37年）に創業した福島市新町の洋食店「レストラン ブルドック」が考案し、すぐに作れ、ご飯が進むおかずとして看板メニューとなった。料理名の由来は「思わず体がブルブル震えるうまさ」から、また、店名のブルドックのイメージから名付けられたともされる。
店主の死去に伴い2005年（平成17年）に同店は閉店。40年余りにわたって市民に愛された「ブルブル」の味は一時途絶えた。10年後の2015年に福島駅前通り商店街振興組合の有志が料理で地域を活性化したいと「福島駅前通り商店街活性化フードプロジェクト」を立ち上げ、「ブルブル」の味を再現。2016年の時点ではJR福島駅東口の近隣10店舗で「ふくしまブルブル」として提供していたほか、各店がパエリアやピザなどにアレンジして提供していた。
2017年3月には家庭で調理できるように豚肉やタレ、レシピなどがセットとなった冷凍パック「ふくしまブルブルセット」が発売され、名物としてのPRを図っている。
2023年8月現在では提供される店舗は2店舗に減っている